# Асемини
Асѐмини (на италиански и на сардински: Assemini) е град и община в Южна Италия, провинция Каляри, автономен регион и остров Сардиния. Разположен е на 6 m надморска височина. Населението на общината е 27 040 души (към 2012 г.).